# Приключения Бибигона
«Приключе́ния Бибиго́на» — детская сказка в стихах и прозе Корнея Чуковского. Последняя из детских сказок писателя, она пришлась на трудный период его жизни: впервые она была опубликована (не до конца) в журнале «Мурзилка» в 1945—46 годах, однако подверглась резкой идеологической критике и несколько лет не переиздавалась.

## История
«Приключения Бибигона» начали печататься под названием «Бибигон: самая волшебная сказка» в журнале «Мурзилка», с рисунками Владимира Конашевича. Сказка выходила частями с №11 за 1945 год по №7 за 1946 год, однако затем публикация была прервана. Расстроенный этим, Чуковский 9 октября писал дочери:
 «Бибигона» в «Мурзилке» больше не будет: окончание (лучшая часть сказки) выброшено. 
В дневнике он записал:
 «Бибигона» оборвали на самом интересном месте. Главное, покуда зло торжествует, сказка печатается. Но там, где начинается развязка, — её не дали детям, утаили, лишили детей того нравственного удовлетворения, какое даёт им победа добра над злом. 
Усиление идеологической цензуры было связано с публикацией доклада Андрея Жданова «О журналах “Звезда” и “Ленинград”» и Постановления ЦК ВКП(б) от 14 августа 1946 года с тем же заглавием. 29 августа того же года в «Правде» появилась статья С. Крушинского «Серьёзные недостатки детских журналов», мишенью нападок которой стала как раз сказка «Приключения Бибигона»:
 Нельзя допустить, чтобы под видом сказки в детский журнал досужие сочинители тащили явный бред. С подобным бредом под видом сказки выступает в детском журнале «Мурзилка» писатель Корней Чуковский… Нелепые и вздорные происшествия следуют одно за другим… Дурная проза чередуется с дурными стихами… Натурализм, примитивизм. В «сказке» нет фантазии, а есть только одни выкрутасы. Чернильница у писателя большая, а редакция журнала «Мурзилка» неразборчива. 
В свою очередь редакция Всесоюзного радио, на котором передавалось чтение сказки, уничтожила мешок детских писем Бибигону и его автору. По мнению Ирины Лукьяновой, поводов для разгрома «Бибигона» можно было найти сразу несколько:
 Сказка была совершенно вневременной, внеидеологической, не прикладной, лишённой назойливой дидактичности — а значит, не учитывающей задач коммунистического воспитания. К тому же с автора не были сняты предъявленные ранее обвинения — значит, можно было травить дальше; другой такой удобной жертвой был Зощенко. Наконец, в любые времена находятся читатели, предъявляющие Чуковскому два стандартных обвинения: в бессмыслице и в слишком страшных страшилках. 
В 1956 году сказка вышла отдельной книжкой в очень переработанном виде, однако полностью она была опубликована только спустя 7 лет, в 1963 году.

## Сюжет
Главный герой сказки — «крохотный лилипут, мальчик-с-пальчик, которого зовут Бибигон», а сам он говорит, что он родом с Луны, откуда свалился на Землю во сне. Бибигон живёт у писателя на даче в Переделкине. Внучки автора сказки, Тата и Лена, очень любят Бибигона и заботятся о нём. Они сделали ему маленький игрушечный домик, который выглядит, как настоящий. Характер у Бибигона боевой, и он отважно носится по двору верхом на утёнке. Заклятый враг главного героя — «огромный и грозный» индюк Брундуляк, которого Бибигон считает не индюком, а злым чародеем, который «может превращать людей в мышей, в лягушек, в пауков, и в ящериц, и в червяков».
Бибигон нередко попадает в различные переделки: он плывёт в калоше по ручью, однако калоша оказывается с дыркой. Из-за этого мальчик тонет, но его спасает свинья. В другой раз Бибигона обматывает паутиной и утаскивает паук, но его выручает жаба.
Ворона уносит Бибигона к себе в гнездо, и ему достаётся от 18 маленьких воронят. Но лилипута спасает Лена, бросив ему цветок лилии, на котором Бибигон, как на парашюте, спустился с дерева на землю. То он играет с белками, а то сражается с курицей. Брундуляк, по словам Бибигона, превратил деревенского почтальона Агафона в пса, а жену соседа по даче, Федота,— в жабу. Храбрый мальчик обещает, что когда-нибудь он обязательно победит злого колдуна.
Бибигон, будучи, в сущности, хорошим мальчиком, имеет одно не очень привлекательное свойство характера — он любит прихвастнуть. Как-то раз главный герой стал хвастаться, что не боится никого — ни медведя, ни льва, ни крокодила. Но, испугавшись пчелы, Бибигон прячется в чернильнице, стоящей на письменном столе автора. Потом лилипута пришлось относить к Мойдодыру для того, чтобы привести в порядок. Полностью отмыть его от чернил не получилось, и Бибигон похвастался «детворе, что гуляет во дворе», что цвет его кожи стал тёмным после купания в Чёрном море.
Бибигон очень мечтал вернуться на Луну, где до поры до времени жила его сестра, Цинцинела. Она бы давно уже прилетела на Землю к брату, но её держал в плену «ужасный и отвратительный дракон» Караккакон. И вот 7 июня Бибигон увидел большую стрекозу, оседлал её и полетел на Луну. Все остальные персонажи сказки очень скучали по весёлому лилипуту, а через какое-то время получили от него письмо. В этом письме сообщалось, что злой дракон побеждён, и скоро Бибигон с Цинцинелой прибудут на Землю.
Так оно и произошло. Радости встречающих не было предела. Но всё испортил индюк Брундуляк, который напугал Цинцинелу, и тогда Бибигон вступил с ним в бой. Брундуляк попытался заколдовать маленького храбреца, но у него ничего не получилось. Тогда индюк испугался и стал просить пощады, но Бибигон был непреклонен. Он не верил обещаниям злого колдуна исправиться, а потому поразил индюка своей шпагой в сердце и отрубил ему голову. И все окрестные жители стали приветствовать и прославлять отважного победителя Бибигона.
Бибигон и Цинцинела поселились в игрушечном домике, а на Новый год писатель относит их посмотреть вместе с ребятами праздничную ёлку в Кремле.

## Экранизации
В 1981 году по сказке был снят кукольный мультфильм «Бибигон», в котором текст читает автор, а музыкальное оформление основано на «Детском альбоме» Сергея Прокофьева.